# Master (電影)
是2016年上映的一部韓國犯罪電影，由《監視者們》導演曹義錫執導，李炳憲、姜棟元、金宇彬、嚴志媛、吳達秀、陳慶主演。電影講述犯下韓國建國以來最大規模的詐騙案，而被智慧犯罪搜查隊追查的詐騙犯，兩方展開鬥智追擊戰，2016年12月21日在韓國上映。

## 劇情概要
One網路公司「陳會長」（李炳憲飾），憑藉舌燦蓮花的口才、蠱惑人心的能力，以及遍佈政界與官場的人脈，詐騙全國上萬會員，得手金額難以盡數。智慧犯罪搜查組長「金宰明」（姜棟元飾）追蹤陳會長的犯行，找上了陳會長身邊的「朴將軍」（金宇彬飾），逼他供出One網路公司的機房位置與陳會長的賄賂帳本等機密資訊。被One網路公司培養成首席智囊的朴將軍，擁有卓越的編程能力與超高智商的他發現自己的縝密布局出現破綻，立刻飛快盤算其他出路。為了將陳會長的犯罪團夥一網打盡，金宰明將包圍網收得更緊。朴將軍則計畫趁亂海噱一筆，同時擺脫警方的緊迫盯人。但是陳會長也不好惹，他嗅出了組織之中出現叛徒的氣味，秘密啟動將計就計的辣手行動⋯⋯

## 演員陣容

### 主要人物
- 李炳憲 飾演 陳賢弼
- 姜棟元 飾演 金載明
- 金宇彬 飾演 朴將軍
- 嚴志媛 飾演 申潔瑪
- 吳達秀 飾演 黃明俊
- 陳慶 飾演 金美英 / 金夫人

### 其他人物
- 鄭原仲（朝鲜语：정원중） 飾演 警察廳廳長
- 柳然秀 飾演 韓局長
- 趙賢哲 飾演 眼鏡男
- 朴海秀 飾演 圓帽
- 禹棹奐 飾演 平沿帽
- 李淳元 飾演 智能犯罪搜查隊組員
- 裴正楠 飾演 智能犯罪搜查隊組員
- 鄭守教（朝鲜语：정수교） 飾演 智能犯罪搜查隊組員
- 金正宇 飾演 智能犯罪搜查隊組員
- 許亨圭 飾演 智能犯罪搜查隊組員
- 周錫泰 飾演 Peter Kim
- 金漢鐘（朝鲜语：김한종 (배우)） 飾演 換錢的男子
- 崔光濟 飾演 高利貸
- 金宰澈 飾演 陳會長隨行秘書
- 李道國（朝鲜语：이도국） 飾演 One網絡公司的會員
- 張栗 飾演 One網絡公司職員
- 李主儐 飾演 記者

### 友情出演
- 金秉玉 飾演 聲音出演

### 特別出演
- 朴正子（朝鲜语：박정자 (배우)） 飾演 申老師

## 製作
導演曹義錫在採訪中透露，李炳憲所飾演的陳會長一角原型為韓國歷史上最大詐騙案“曹喜八詐騙案”的主犯曹喜八。

## 獎項紀錄
| 年份   | 頒獎禮             | 獎項                    | 入圍者 | 結果 | 備註 |
| ------ | ------------------ | ----------------------- | ------ | ---- | ---- |
| 2017年 | 第53屆百想藝術大獎 | 電影部門 最佳男主角     | 李炳憲 | 提名 |      |
| 2017年 | 第53屆百想藝術大獎 | 電影部門 最佳新人男演員 | 禹棹奐 | 提名 |      |
| 2017年 | 第53屆百想藝術大獎 | 電影部門 男子人氣獎     | 金宇彬 | 提名 |      |
| 2017年 | 第53屆百想藝術大獎 | 電影部門 男子人氣獎     | 李炳憲 | 提名 |      |

## 外部連結
- NAVER上《Master》的資料
- Daum上《Master》的資料

- 韩国电影数据库（KMDb）上《Master》的資料
- Box Office Mojo上《Master》的资料（英文）
- 互联网电影数据库（IMDb）上《Master》的资料（英文）
- Metacritic上《Master》的資料（英文）
- 爛番茄上《Master》的資料（英文）
- 豆瓣电影上《Master》的資料 （简体中文）